# مرسدس-بنز دبلیو۱۳۶
مرسدس بنز دبلیو۱۳۶ (به انگلیسی: Mercedes-Benz W136) یکی از محصولات کمپانی آلمانی مرسدس بنز است.

## نگارخانه

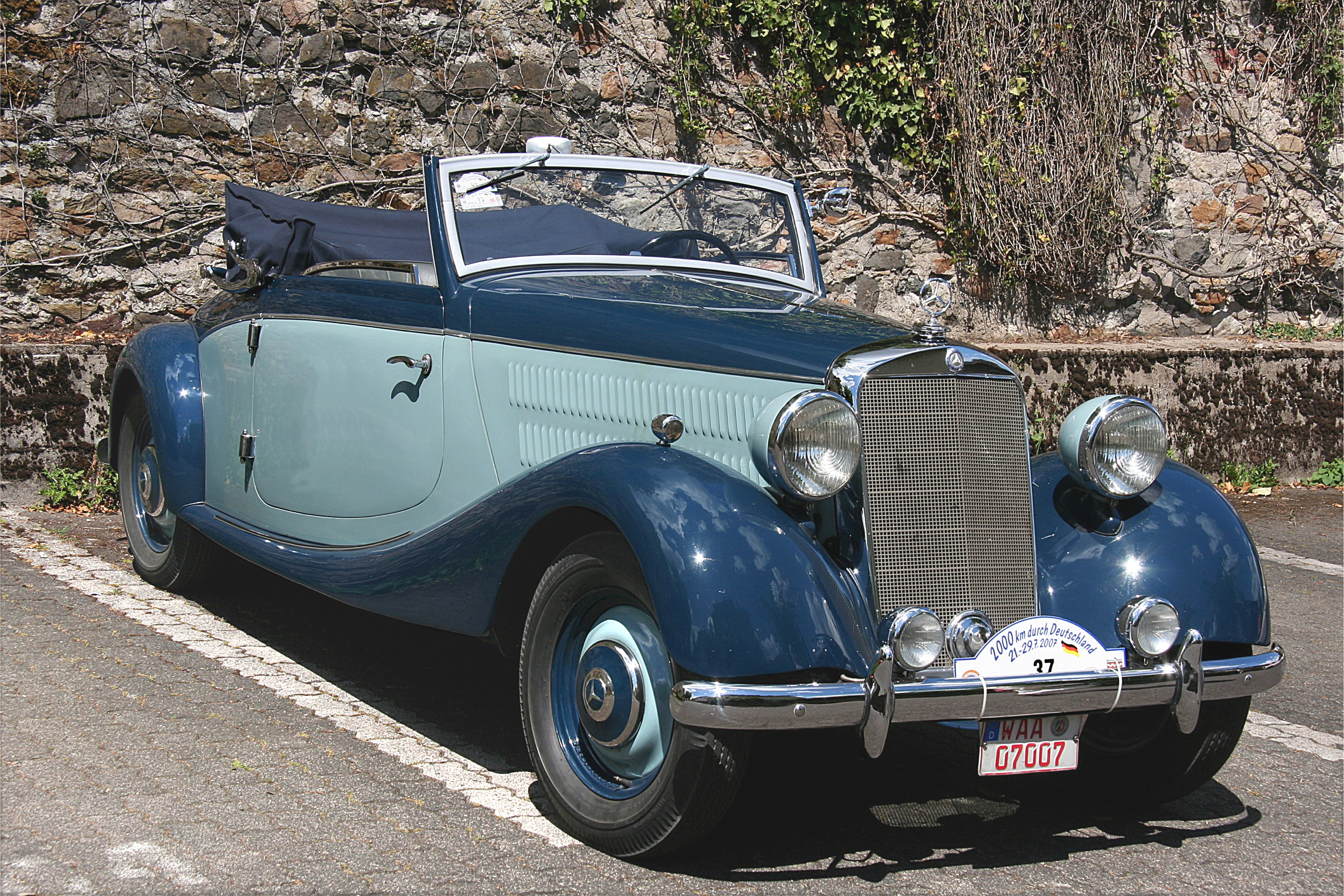
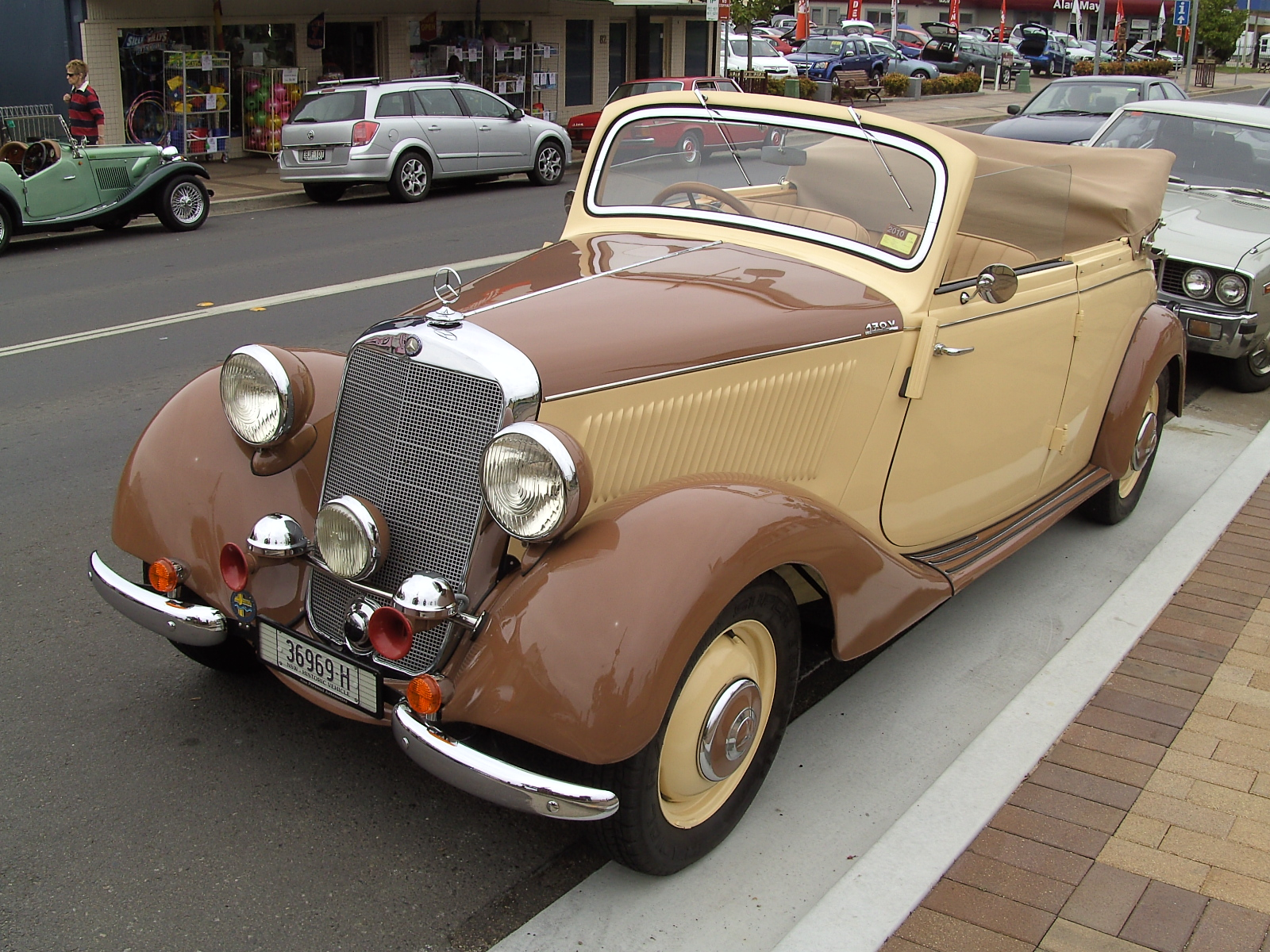
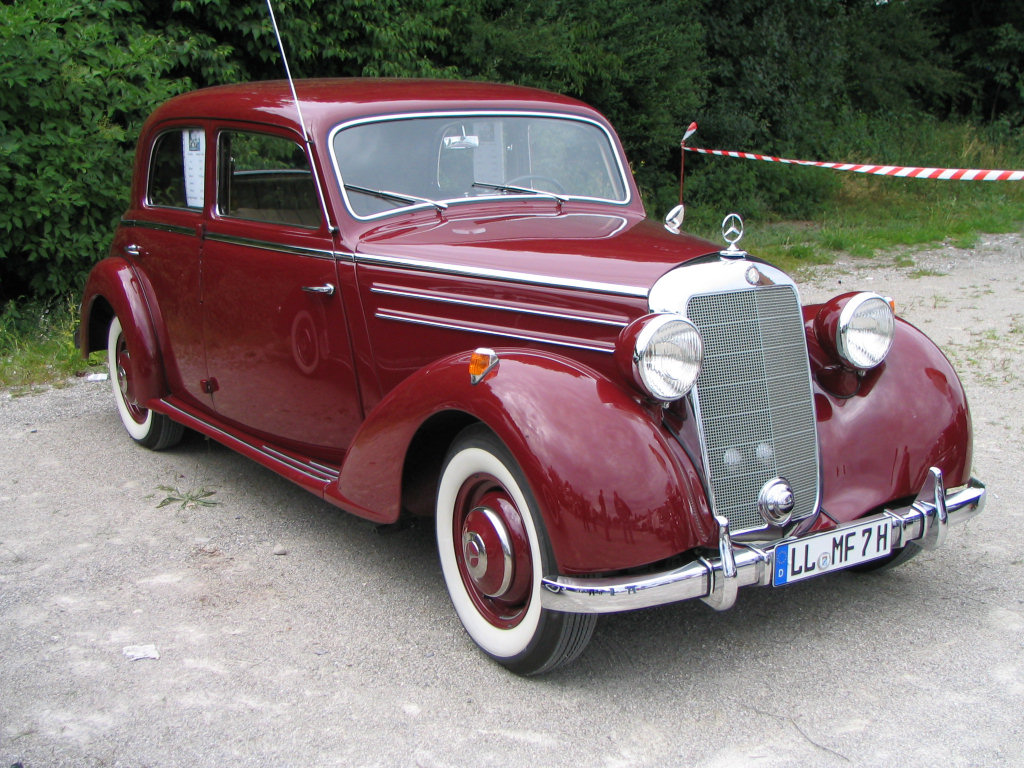
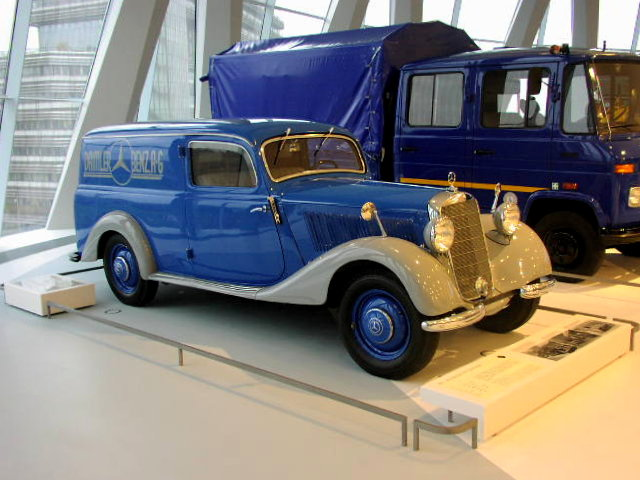